# Nicola de Nicoli
Nicola de Nicoli (fl. XVII secolo) è stato un pittore italiano, attivo principalmente a Bassano del Grappa.

## Biografia
Fu allievo di Jacopo Apollonio, dipinse ritratti, paesaggi e soggetti di arte sacra. Tra le sue opere si ricordano un Sant'Ignazio da Loyola per il Duomo di Bassano del Grappa (1668), un popolo di una città in processione (1675), un San Nicola con Gesù bambino per la cappella di San Nicola da Tolentino nella chiesa di Santa Caterina di Bassano (1678), con altre opere per la stessa chiesa raffiguranti i miracoli del santo (1679).